# Le Gouray
Le Gouray (bret. Gorre) – miejscowość i dawna gmina we Francji, w regionie Bretania, w departamencie Côtes-d’Armor. W dniu 1 stycznia 2016 roku z połączenia siedmiu ówczesnych gmin – Collinée, Le Gouray, Langourla, Plessala, Saint-Gilles-du-Mené, Saint-Gouéno oraz Saint-Jacut-du-Mené – utworzono nową gminę Le Mené. W 2013 roku populacja Le Gouray wynosiła 1290 mieszkańców. 